# Karstwasser

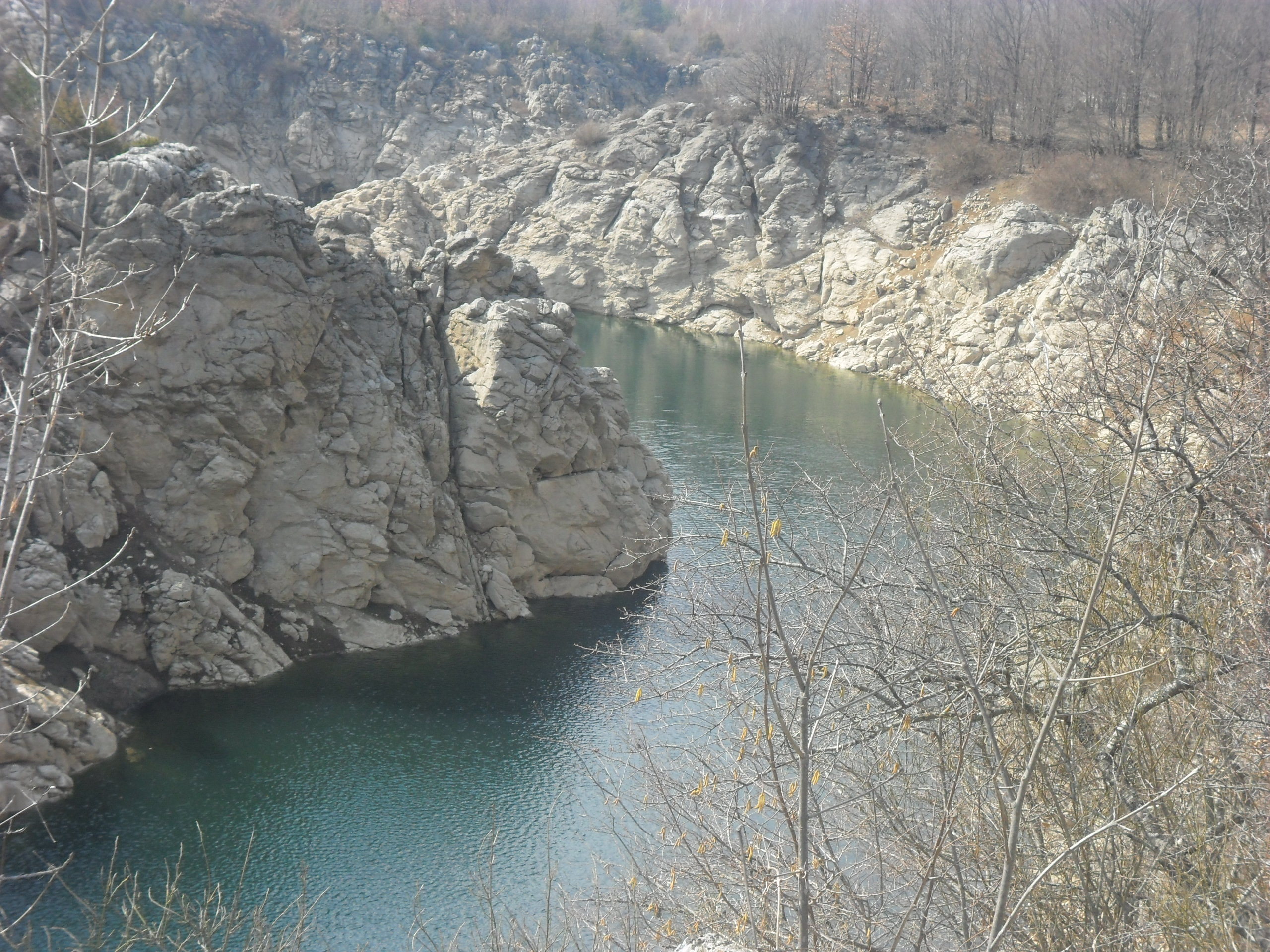
Die Lika, ein Karstfluss in Zentralkroatien

Als Karstwasser oder Karstgrundwasser wird in der Hydrogeologie das Wasservolumen bezeichnet, das in Karstgrundwasserleitern vorkommt, die aus wasserlöslichem Gestein bestehen und durch die Einwirkung des eindringenden kohlensäurehaltigen Oberflächenwassers als Folge ihrer Verkarstung eine Durchleitfähigkeit in kleinen und großen Hohlräumen besitzen. Das Eindringen des Wassers kann als Versickerung oder Versinkung erfolgen.
Obertägige Fließgewässer in Karstgebieten werden unterschieden nach:
- allochthone Wasserläufe (kommen aus kalklosen Gebieten)
- autochthone Karstwasserläufe (im Karst aus unterirdischen Verläufen austretend).

Der Begriff „Karstwasser“ wurde durch Alfred Grund 1903 geprägt und fand dadurch in die Fachliteratur der Karstforschung und Hydrologie Eingang.
Typische Erscheinungsformen für das Auftreten von Karstwasser sind unterirdische Wasserläufe, Karstquellen und Porenwasser im Karstgrundwasserleiter. Dieser ist die räumliche Voraussetzung für das Vorkommen von Karstwasser. Karstgrundwasserleiter können unter besonderen klimatischen Bedingungen auch längerfristig trockenfallen.
Die Karstquellen weisen häufig eine hohe Schüttung auf. Besondere Formen von Karstquellen sind intermittierende Quellen („Vauclusequellen“, nach dem französischen Ort Fontaine-de-Vaucluse) und submarine Karstquellen, bei denen es gegen den hydrostatischen Druck des Meeres küstennah unter dessen Oberfläche zum Austritt von Süßwasser kommt (Aurisinaquelle).

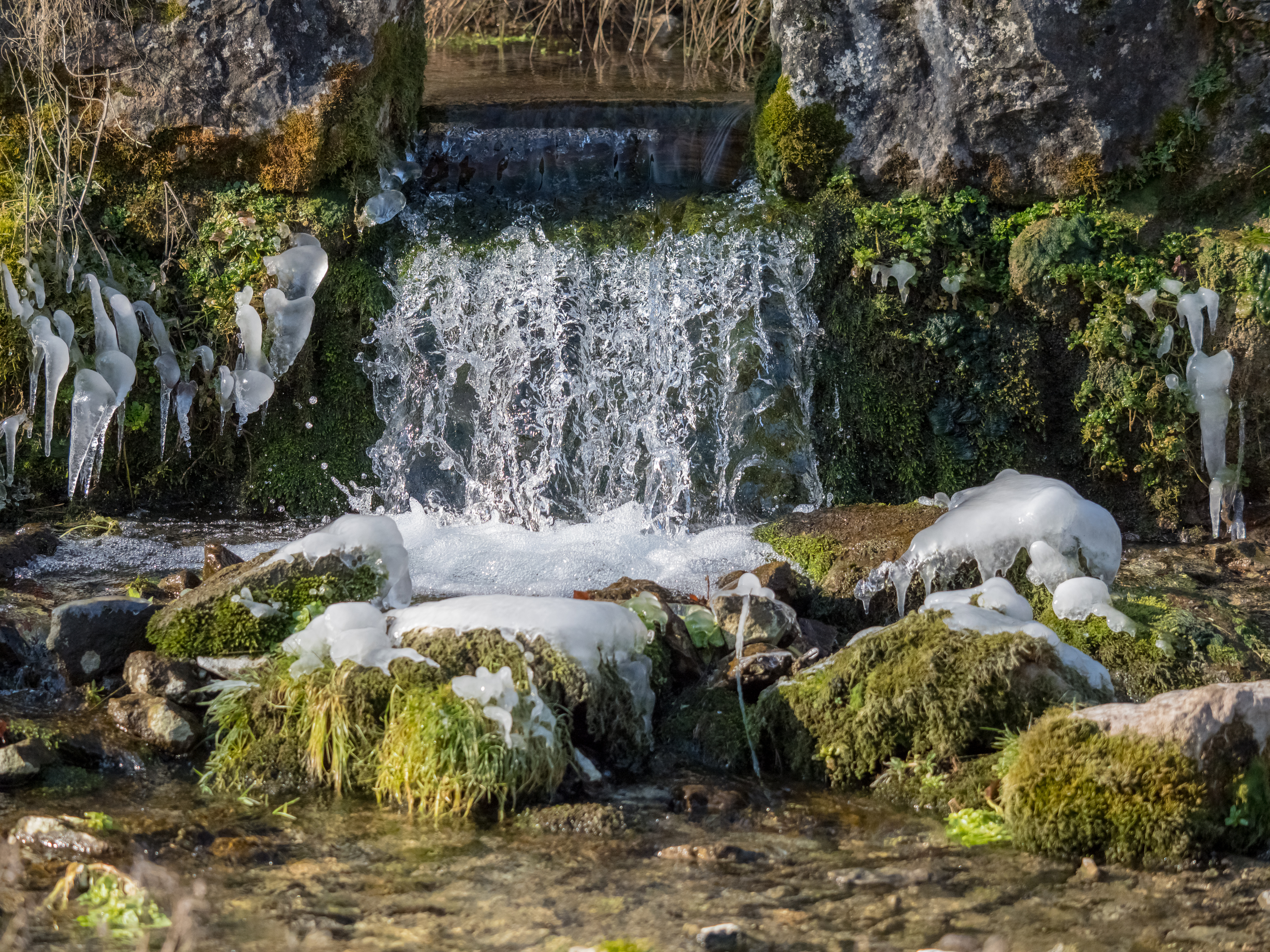
Eine Karstquelle

In Gebirgen tritt Karstwasser in Form von Karstquellen zu Tage. Es kann die verkarsteten Gesteinseinheiten mit großer Geschwindigkeit durchfließen oder über längere Zeitabschnitte darin verweilen. In vielen Fällen sind die Oberflächen verkarsteter Gebiete nur geringfügig oder in Hochgebirgsregionen gar nicht mit Erdreich bedeckt. Dadurch kann es zur unbemerkten Verschmutzung des Karstwassers kommen, was eine Beeinträchtigung seines Ökosystems oder als Trinkwasserreservoir darstellt.
Das Karstwasser besitzt je nach bereits darin gelösten Stoffen, der Gesteinsart des Karstgrundwasserleiters und der Durchflussstrecke einen spezifischen Elektrolytgehalt (in Wasser gelöste mineralische Substanzen), der mit der Länge der durchflossenen Räume ansteigt. Diese Anreicherung bewirkt zudem eine Veränderung der Permeabilität des Grundwasserkörpers, was auf die Ausweitung des Hohlraumsystems erheblichen Einfluss ausüben kann.